# Liviu Rebreanu
Liviu Rebreanu (27. listopadu 1885, Târlișua - 1. září 1944, Valea Mare) byl rumunský romanopisec, dramaturg a akademik. Po 1. světové válce zakladatel moderního rumunského románu.
Narodil se v Sedmihradsku a psal rumunsky i maďarsky. Pocházel ze čtrnácti dětí, jeho otec byl učitel. Absolvoval vojenskou školu Ludoviceum v Budapešti, ale v roce 1908 z armády odešel. Od roku 1909 žil v Bukurešti a působil jako novinář a překladatel. Byl také ředitelem Národního divadla v Bukurešti a v letech 1925 až 1932 předsedou Společnosti rumunských spisovatelů.
Jeho bratr Emil Rebreanu sloužil za první světové války v rakousko-uherské armádě a v roce 1917 byl popraven jako rumunský špión. Na motivy jeho osudu vznikl román Les oběšených.

## Dílo
- Seznam děl v Souborném katalogu ČR, jejichž autorem nebo tématem je Liviu Rebreanu
- Výbuch hněvu
- Ion
- Adam a Eva
- Tanec lásky a smrti
- Les oběšených
- Oba dva